# 아우더마스강

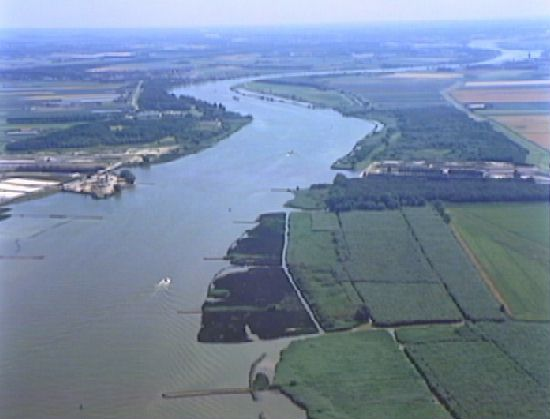
아우더마스강

아우더마스강(네덜란드어: Oude Maas)은 네덜란드 자위트홀란트주에 위치한 강으로 라인강의 지류이며 길이는 30 km이다. 강 이름은 네덜란드어로 "오랜 마스강(뫼즈강)"을 뜻한다.
도르트레흐트에 위치한 베네던메르베더강(Beneden Merwede)이 아우더마스강(Oude Maas), 노르트강(Noord)으로 갈라지면서 발원한다. 플라르딩언 인근에 위치한 마을인 헷스회르(Het Scheur)에서 니우어마스강(Nieuwe Maas)과 합류한다.